# No Broken Hearts
«No Broken Hearts» — песня американо-албанской исполнительницы и автора Биби Рексы, вышедшая 16 марта 2016 года. Запись сделана при участии певицы Ники Минаж.

## История
Песня получила положительные отзывы музыкальной критики и интернет-изданий: «Directlyrics», iHeartRadio, «Noisey Music by Vice», « HotNewHiphop», «Mic», «All Noise».
Официальное музыкальное видео «No Broken Hearts» было снято американским музыкантом и клипмейкером Дейвом Мейерсом и вышло 7 апреля 2016 года на канале YouTube.

## Участники записи
- Вокал — Биби Рекса
- Дополнительный вокал — Ники Минаж
- Авторы — Биби Рекса, Ники Минаж, Koko LaRoo, Jacob Kasher Hindlin
- Бэк-вокал — Lunchmoney Lewis, Jason Pebworth, Koko LaRoo
- Гитары — Alex Oriet, David Phelan, George Astasio
- Клавишные и программинг — Alex Oriet, David Phelan, The Invisible Men

## Чарты

### Еженедельные чарты
| Чарт (2016)                                | Высшая позиция |
| ------------------------------------------ | -------------- |
| Бельгия/Фландрия (Ultratip Bubbling Under) | 26             |
| Бельгия/Фландрия (Ultratop Urban)          | 23             |
| Канада (Billboard Canadian Hot 100)        | 97             |
| Чехия (Singles Digitál Top 100)            | 73             |
| Германия (GfK)                             | 92             |
| Италия (FIMI)                              | 90             |
| Словакия (Singles Digitál Top 100)         | 56             |
| США (Billboard Bubbling Under Hot 100)     | 9              |
| США (Billboard Pop Airplay)                | 30             |
| США (Billboard Rhythmic)                   | 38             |

## Сертификации
| Регион                                                                      | Сертификация | Продажи |
| --------------------------------------------------------------------------- | ------------ | ------- |
| Норвегия (IFPI Norway)                                                      | Золотой      | 30 000  |
| Польша (ZPAV)                                                               | Платиновый   | 50 000  |
| Данные о продажах + прослушиваниях приведены только на основе сертификации. |              |         |